# Пелегон
Пелегон је у грчкој митологији било име више личности.

## Митологија
- Према Хомеровој „Илијади“ и Аполодору, био је син Аксија, бога реке Вардар[1] и Перибеје, а имао је сина Астеропаја.[2][3]
- Према Аполодору, Пелегон је био и Асопов и Метопин син.[4]

## Напомена
У грчкој митологији се помињу и јунаци са сличним именом, Пелагон.